# 摩磷龜屬
摩磷龜屬是一種已滅絕的原始原蓋龜，生存於白堊紀的馬斯垂克階晚期。由於化石材料不齊全，其體型的估計值從 2 至 5 公尺不等，有極大的落差。長達 70 公分、寬 43 公分的巨大頭骨是已知唯一的化石，若以此推測，摩磷龜應屬於巨型的海龜，甚至可能和古巨龜相去無幾。

## 古生物學

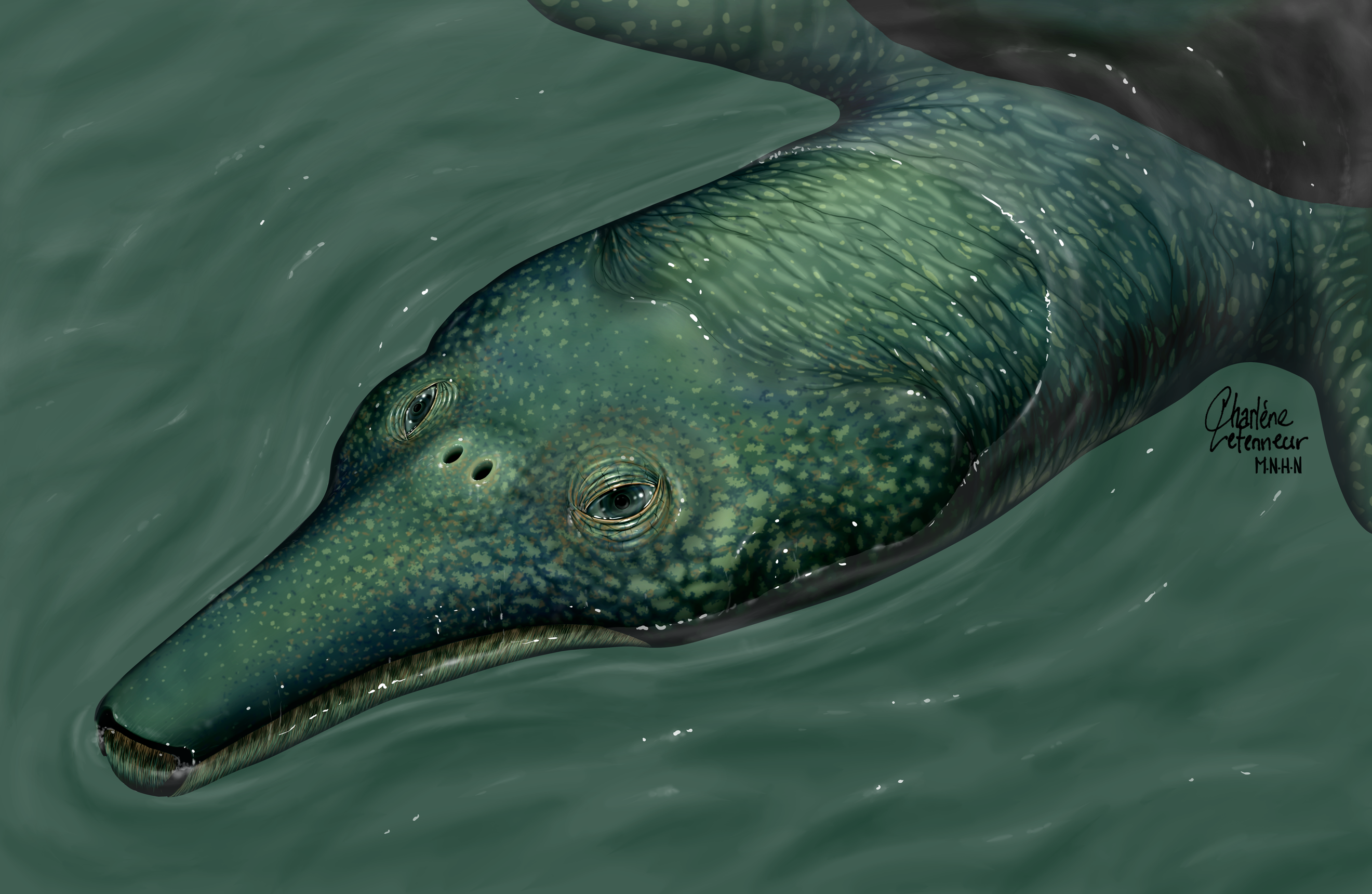
頭部復原圖

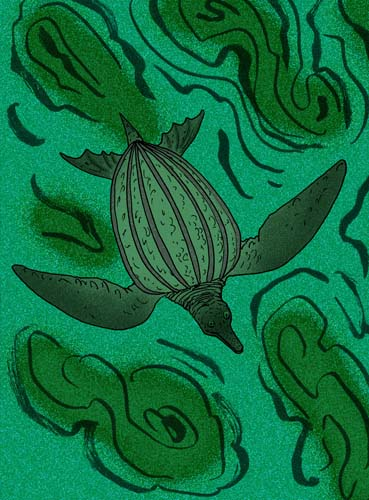
復原圖

摩磷龜吻部與喙鯨科及海龍魚科外型十分類似，科學家科推測牠們也同樣以抽吸的方式獵食，牠們可能會游於海面，並以小魚、頭足類及水母為食。科學家推測，摩磷龜與牠們現存的最近親革龜一樣，在口吃喉嚨內部也可能長有向內的刺狀構造，用以防止獵物逃脫。